# Filips van Leiden
Filips van Leiden (in verouderde schrijfwijze Philips van Leyden; Leiden, ca. 1325 - aldaar, 9 juni 1382) was een rechtsgeleerde uit het graafschap Holland, die met zijn tractaat De cura reipublicae et sorte principantis grote bekendheid verwierf.

## Leven
Filips stamde uit een Leidse familie van stadsbestuurders en ambtenaren aan het grafelijk hof. Filips' vader, Petrus Gouburgenz., was waarschijnlijk in 1304 schepen van de stad Leiden en Filips' ooms van vaders- en moederskant waren wellicht raden in het stadsbestuur. Na het overlijden van zijn beide ouders (zijn vader overleed vóór 1342, zijn moeder niet lang na 1342), nam Filips' broer Gerrit Hoghestraet, pastoor te Noordwijk, hem onder zijn hoede. In 1345 vertrok Filips naar Orléans om zich aan de universiteit aldaar toe te leggen op de studie van het Romeins recht. In 1353, kort na het einde van de Hoekse en Kabeljauwse twisten trad hij als ambtenaar in dienst van graaf Willem V, een positie die hij tot zijn dood zou blijven vervullen. In de hoedanigheid van grafelijk ambtenaar begon Filips in 1355 aan het schrijven van zijn levenswerk, het tractaat De cura reipublicae et sorte principantis (‘Over de zorg voor de staat en de rol van de vorst’), waarin hij zich over het algemeen niet als voorstander van het feodalisme opstelt.
Tegelijkertijd met zijn ambtenaarschap oefende Filips een groot aantal geestelijke functies uit: in 1355 kreeg hij als priester een parochiekerk in Amsterdam, in 1357 werd hij kanunnik in de Mariakerk van het klooster in  Condé, en in 1359 in de Noordmonster te Middelburg. Bovendien werd hij in 1366 kanunnik in het pas opgerichte kapittel van Sint-Pancras te Leiden, in 1371 tijdelijk vicaris van de bisschop van Utrecht, in 1374 kanunnik van de nu verdwenen hofkapel op het Binnenhof te 's-Gravenhage en in 1378 kanunnik van de Sint-Lievensmonster in Zierikzee. In 1369 behaalde hij in Parijs de graad van doctor decretorum, doctor in het canoniek recht, de bekroning van zijn academische carrière.
In 1372 kocht Filips een huis tegenover de Pieterskerk, dat vanwege de aanwezigheid van Filips' bibliotheek de naam Templum Salomonis (‘Tempel der Wijsheid’) kreeg. Op 9 juni 1382, kort nadat hij zijn tweede testament had afgerond, stierf Filips in dit huis. Filips van Leiden is begraven in de Pieterskerk, voor de trappen van het koor. In 1981 is op die plaats een gedenkteken aangebracht door het naar hem genoemde dispuut voor Romeins recht en Europese rechtsgeschiedenis Philips van Leyden b.p.. Op 15 december 2011 is door hetzelfde dispuut ook een gedenksteen geplaatst in de Hooglandse Kerk. Beide stenen zijn onthuld door Michiel Scheltema, emeritus hoogleraar en oud-staatssecretaris van Justitie.

## Nalatenschap
Filips van Leiden bezat een voor zijn tijd omvangrijke bibliotheek van 73 titels, van welke een catalogus bewaard is gebleven. De zorg voor deze bibliotheek droeg hij bij testament op aan de vicaris van de door hem gestichte Sint-Andrieskapel in de Sint-Pancras.

### Verder lezen
- Fruin, R. (1900). ‘Over Philips van Leiden en zijn werk: De cura reipublicae et sorte principantis’, in: Verspreide Geschriften, deel I. ’s-Gravenhage.
- Hugenholtz, F.W.N. (1952/53). ‘Enkele opmerkingen over Filips van Leydens 'De cura reipublicae et sorte principantis' als historische bron’, in: Bijdragen voor de Geschiedenis der Nederlanden, deel VII.
- Leverland, B.N. (1965). ‘Philips van Leyden, ca.1328-1382; Kanunnik van St. Pancras; Zijn verwanten, zijn stichtingen’, in: Jaarboekje voor geschiedenis en oudheidkunde van Leiden en omstreken, deel LVII. Leiden.
- Dr G.Pikkemaat, Regenten en magistraten, Alphen aan den Rijn: Nautareeks, N. Samsom, 1967 [1968], hierin Philips van Leiden, de eerste magistraat, pp 9–46.
- Feenstra, R. (1970). Philip of Leyden and his treatise De cura reipublicae et sorte principantis. Glasgow.